# 白頜蛇鱔
白頜蛇鱔，又稱白頜蝮鯙，為輻鰭魚綱鰻鱺目鯙亞目鯙科的其中一種，分布於印度太平洋區，從東非至土阿莫土群島海域，棲息深度可達24公尺，體長可達75公分，為底棲性魚類，生活在礫石底質的珊瑚礁，屬肉食性，生活習性不明。

## 擴展閱讀
維基物種上的相關：白頜蛇鱔